# Pseudione laevis
Pseudione laevis är en kräftdjursart som först beskrevs av Richardson1910.  Pseudione laevis ingår i släktet Pseudione och familjen Bopyridae. Inga underarter finns listade i Catalogue of Life.